# Stadtkern (Marl)
Mit Stadtkern wird in Marl, Kreis Recklinghausen, Nordrhein-Westfalen, das zwischen den späteren 1960ern und den 1980ern neu entstandene Zentrum der Stadt zwischen Alt-Marl im Südwesten, Brassert im Nordwesten sowie Drewer in Norden und Osten bezeichnet. Es liegt südöstlich der geographischen Mitte der Stadt und grenzt nach Süden ans ländliche Steinernkreuz.

## Gliederung

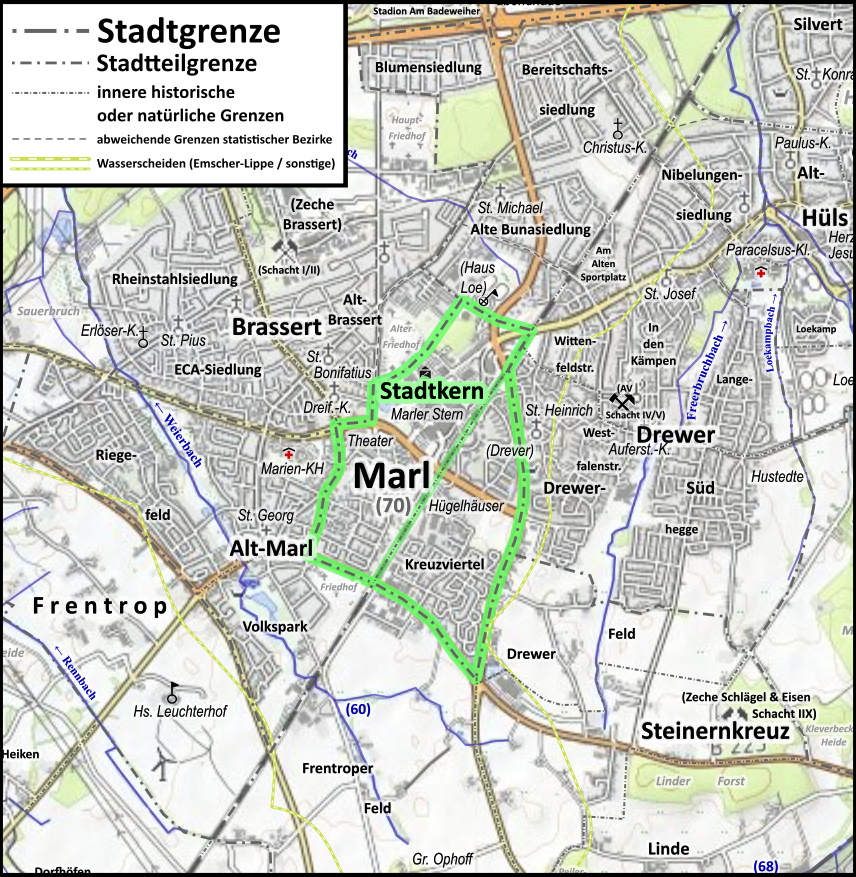
Karte des Stadtteils

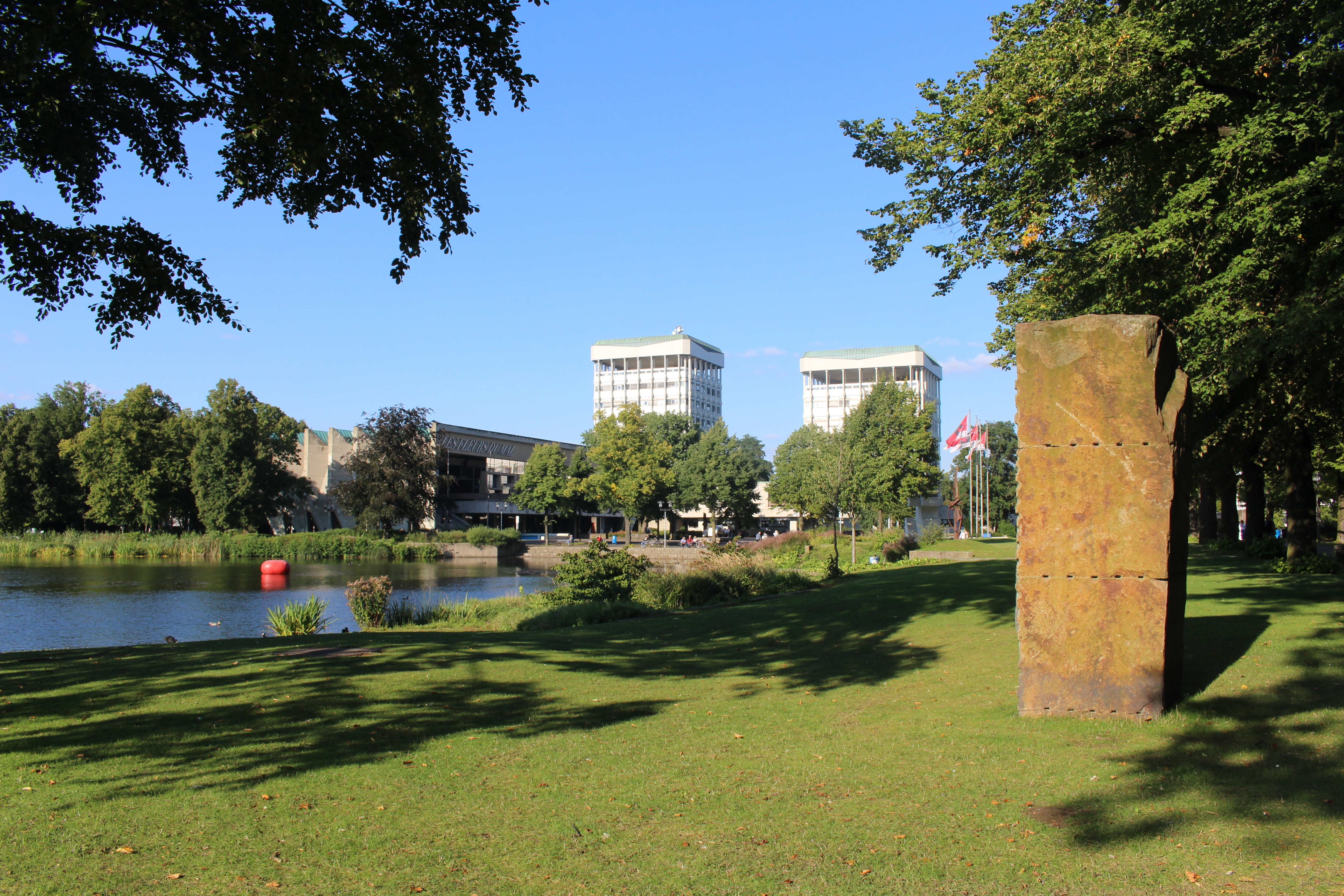
Rathaus und Stadtpark

Die nach Südwesten verlaufende Eisenbahnlinie in Richtung Buer teilt den Stadtteil in eine Nordwesthälfte auf altem Marler Boden und eine Südosthälfte, die größtenteils auf früherem Drewerer Gebiet steht. Senkrecht dazu teilen Hervester Straße und Willy-Brandt-Allee den Stadtteil, sodass es aus vier Vierteln besteht.
Im Norden steht die Stadtmitte mit Rathaus, Marler Stern und Amtsgericht, im Westen das Theaterviertel mit dem Theater im Norden und dem Bauturm (Stadthaus 3) im Westen, im Süden das Kreuzviertel mit den Hügelhäusern und der Willy-Brandt-Schule, im Osten das dreieckige Planetenviertel, in dessen heutigem Gebiet früher der für frühere Bauerschaft und heutigen Wohnstadtteil namensgebende Hof Drever stand.
Der statistische Bezirk Stadtkern-Mitte geht etwas über die neue Stadtmitte hinaus und enthält auch den Alten Friedhof Brassert und ältere Brasserter Häuserzeilen um diesen herum sowie das Gebiet des Albert-Schweitzer-Gymnasiums am Ort des früheren Haus Loe und die Südseite der Gaußstraße im eigentlichen Drewer. Allerdings befinden sich im Teil, der historisch zu Brassert gehört, mit Grimme-Institut, Kulturzentrum Marshall 66 und dem Hans-Böckler-Berufskolleg auch Bauten, die zusammen mit dem neuen Stadtkern entstanden sind.
Folgende Flächen und Einwohnerzahlen (zum 31. Dezember 2020):
- Stadtkern-Mitte; bis Eduard-Weitzsch-Weg und Hagenstraße insgesamt 0,45 km²;[3] statistisch 0,957 km²; 2668 EW
- Theaterviertel; 0,438 km²[4]; 3388 EW
- Kreuzviertel; 0,534 km²; 1750 EW
- Planetenviertel; 0,218 km²; 1951 EW

Im engeren Sinne hat der Stadtkern eine Fläche von 1,64 km², mit den Anteilen an Drewer und Brassert sind es ein Drittel mehr. Obwohl die statistischen Bezirke Parkanlagen, Schulen und den Brasserter Friedhof mitzählen, ergeben sie im Durchschnitt eine stolze Einwohnerdichte von über 4500 Einwohnern pro Quadratkilometer, wobei das Planetenviertel auf fast 9000 kommt.

## Siedlungsgeschichte
Während Friedhof und Kolonie Brassert schon vor dem Zweiten Weltkrieg standen, ebenso die Häuser an der Alten Brüderstraße im Norden des Theaterviertels, entstand das Theater Anfang der 1950er, Alte Bunasiedlung und Schweitzergymnasium folgten in der 2. Hälfte der 1950er Jahre. 
Erst Mitte der 60er, Drewer Süd (südlich der Breddenkampstraße) war bereits so gut wie komplett bebaut, kamen zunächst das Rathaus und im Theaterviertel Wohnblöcke an der Brüderstraße und zwischen Wiener und Grünberger Straße hinzu. Zwischen 1972 und 1976, die Bahngleise standen bereits, kamen Marler Stern und die Hügelhäuser im Kreuzviertel hinzu, in den Jahren bis 1980 dann Willy-Brandt-Allee und -schule sowie die nach Osten rahmende Herzlia-Allee. Zu diesem Zeitpunkt war das Planetenviertel nur im äußersten Südosten bebaut – es wurde erst in den 1990ern abgeschlossen.
Betrachtet man speziell die Bebauungsgeschichte des Theaterviertels, erscheint es etwas rätselhaft, dass die Stadt Marl deren Mitte und Süden in Alt-Marl wähnt. Rein siedlungsgeschichtlich wäre in jenem Viertel allenfalls die Alte Brüderstraße Alt-Marl zuzurechnen, die jedoch von neueren Siedlungen umschlossen wird. Während das in den 1980ern erbaute Finanzamt im äußersten Nordosten von Alt-Marl den Stadtkern westlich des Theaters fortsetzt.

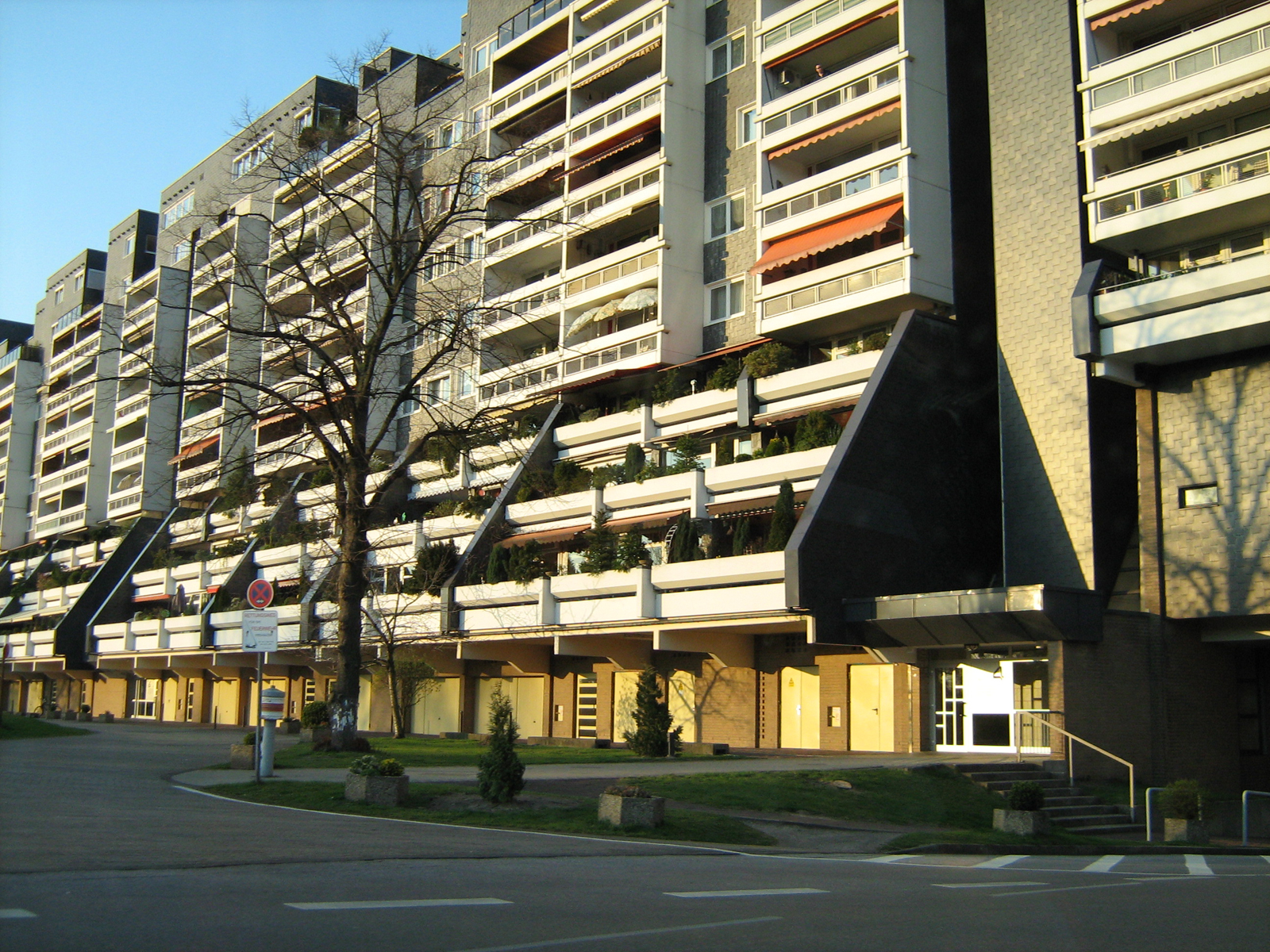
Hochhaus Wohnen West am Marler Stern, Mitte
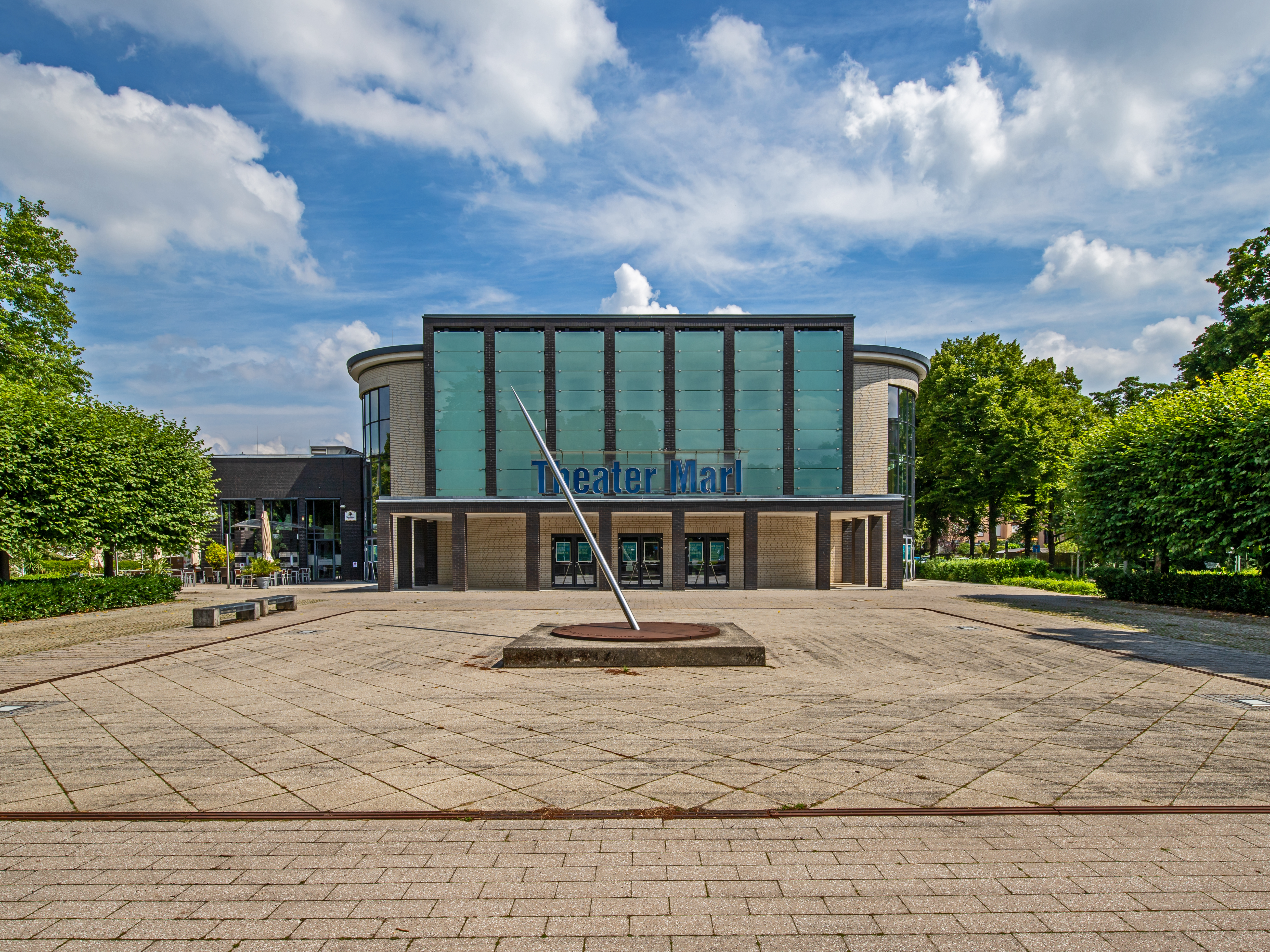
Theater im Theaterviertel
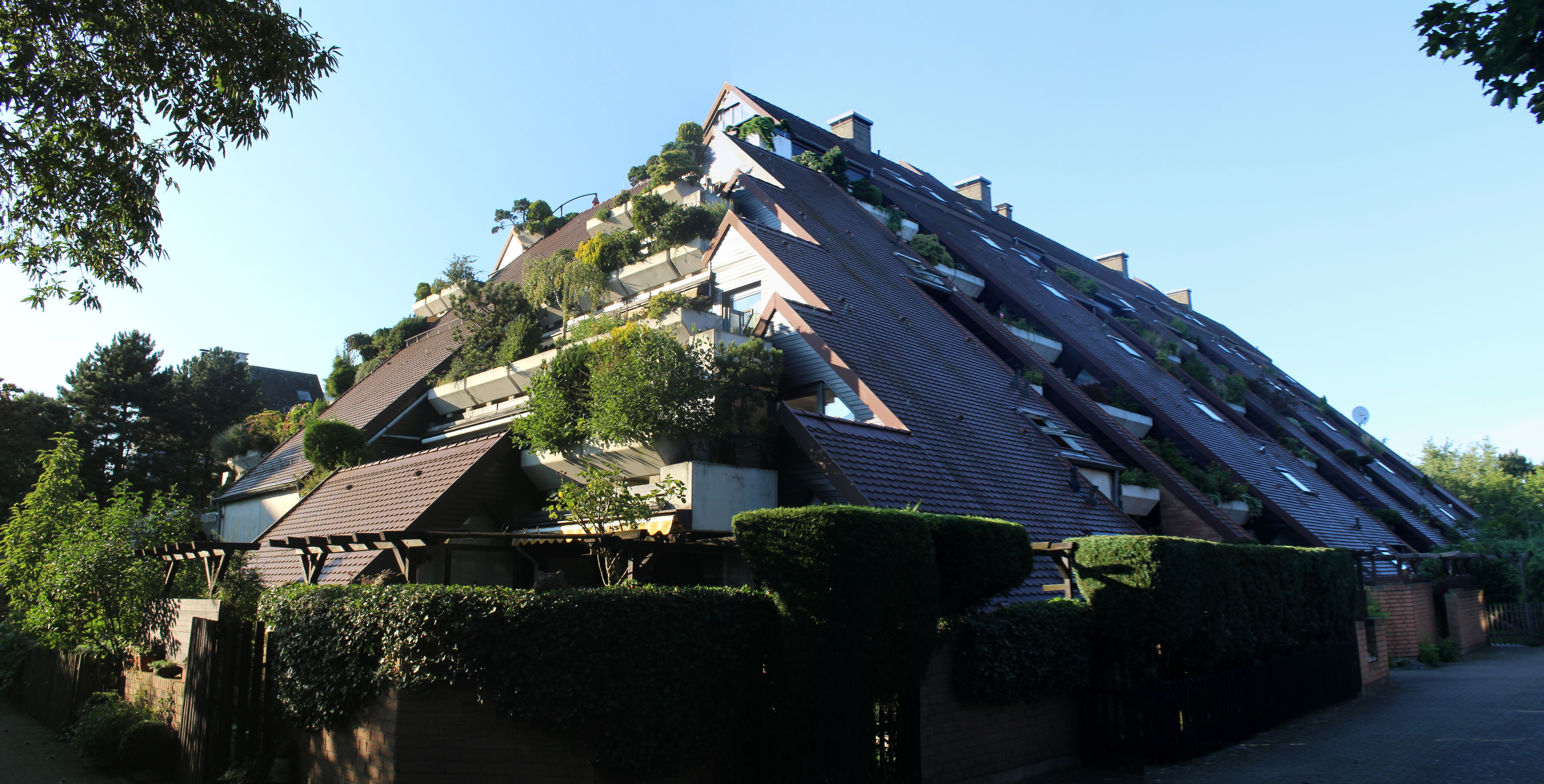
Hügelhaus im Kreuzviertel
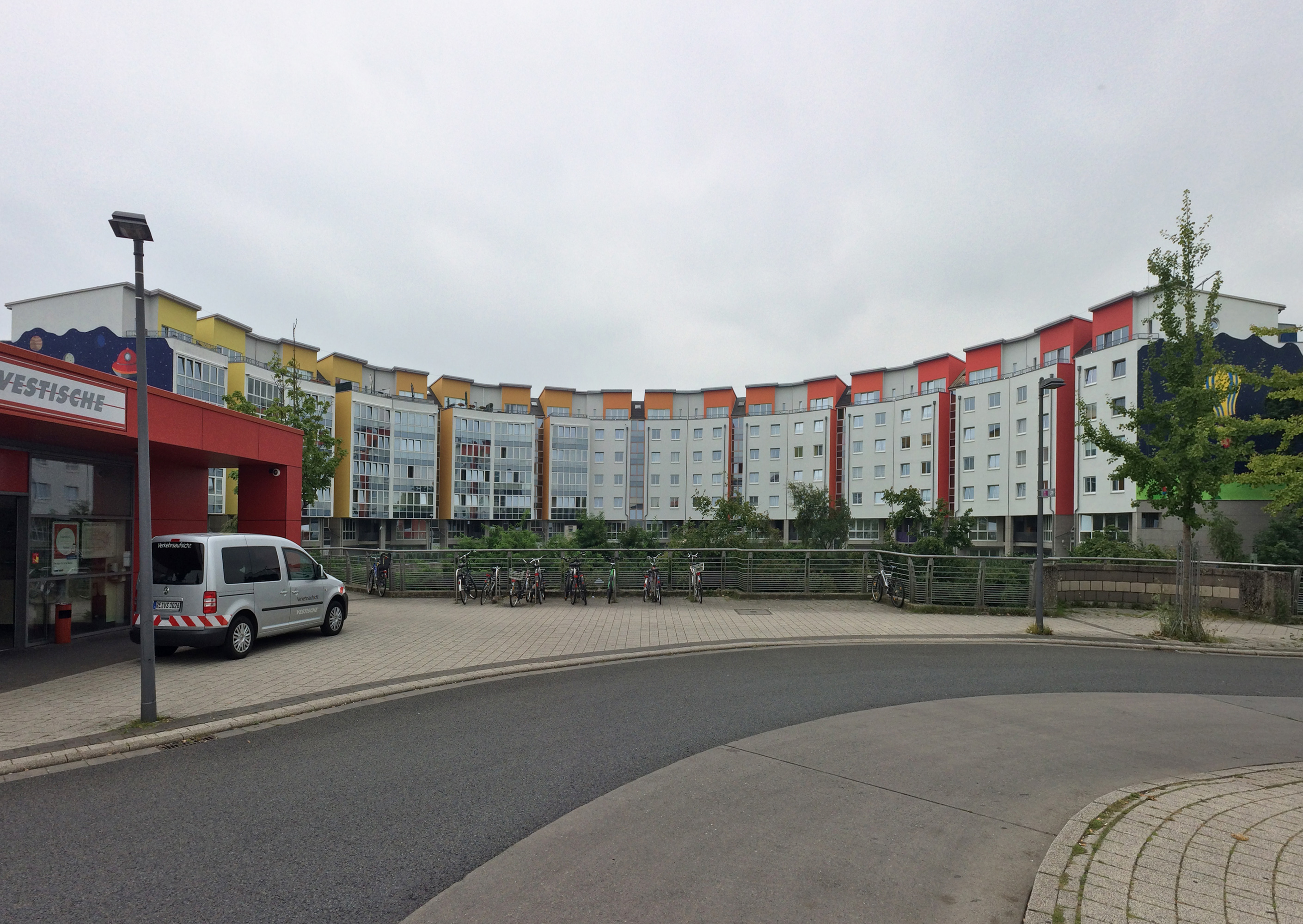
Wohnblock im Planetenviertel

## Verkehr
Vom Haltepunkt Marl Mitte verkehrt die S 9 stündlich in Richtung Haltern und Essen. Den nahe gelegenen Busbahnhof bedienen sämtliche im Stadtbereich Marl verkehrenden Buslinien. 
| Linie | Verlauf | Takt (Mo–Fr)                                                                           | Betreiber |
| ----- | --- | -------------------------------------------------------------------------------------- | --------- |
| S 9   | Haltern am See – Marl-Hamm – Marl Mitte – GE-Hassel – GE-Buer Nord – Gladbeck West – Bottrop-Boy – Bottrop Hbf – E-Dellwig Ost – E-Gerschede – E-Borbeck – E-Borbeck Süd – Essen West – Essen Hbf – E-Steele – E-Überruhr – E-Holthausen – E-Kupferdreh – Velbert-Nierenhof – Velbert-Langenberg – Velbert-Neviges – Velbert-Rosenhügel – Wülfrath-Aprath – W-Vohwinkel – W-Sonnborn – W-Zoologischer Garten – W-Steinbeck – Wuppertal Hbf Stand: Fahrplanwechsel Dezember 2023 | 60 min                                                                                 | DB Regio  |
| SB25  | Recklinghausen Hbf – Lohtor – Westviertel – Marl-Steinernkreuz – Marl Mitte – Alt-Marl Riegestr. – Feldmark – Dorsten Willy-Brandt-Ring – Dorsten ZOB | 15 min                                                                                 | Vestische |
| SB26  | Dorsten ZOB – Frühförderstelle – Hervest Gewerbegebiet Wenge West – Alt-Wulfen – Barkenberg – Brassert – Marl Mitte | 30 min                                                                                 | Vestische |
| SB27  | Marl Mitte – Friedhof Alt-Marl – Herten-Langenbochum – Paschenberg – Über den Knöchel (Herten , 150 m) – Herten Mitte (Herten , 500 m) – Herten Rathaus (Herten , 300 m) – Herten-Süd – Bergbau Ewald 1/2 – Hertener Mark Tennisplatz – Wanne Waldfriedhof (– Hertener Mark Hohewardstraße) (einzelne Fahrten im Berufsverkehr) – Mondpalast – Wanne-Eickel Hbf | 30 min                                                                                 | Vestische |
| 200   | Marl Mitte – Brassert – Metro Logistics | einzelne Fahrten                                                                       | Vestische |
| 219   | Recklinghausen Hbf – Lohtor – Westviertel – Marl-Steinernkreuz – Marl-Drewer Süd – Marl Mitte | 60 min                                                                                 | Vestische |
| 220   | Recklinghausen Hbf – Nordviertel – Speckhorn – Marl-Sinsen – Sinsen Bf – Lenkerbeck – Hüls – Drewer – Marl Mitte | 30 min                                                                                 | Vestische |
| 221   | Riegestr. – Alt-Marl – Marl Mitte | 60 min                                                                                 | Vestische |
| 222   | Marl-Sinsen – Sinsen Bf – Lenkerbeck – Hüls – Drewer – Marl Mitte – Alt-Marl – Polsum Ehrenmal – Gelsenkirchen-Hassel – Gelsenkirchen-Buer Nord Bf – Gelsenkirchen-Buer Rathaus | 30 min                                                                                 | Vestische |
| 223   | Recklinghausen Hbf – Nordviertel – Marl-Löntrop – Lenkerbeck Feuerwehrhaus – Hüls-Süd – Drewer – Chemiepark Marl – Marl Mitte | 30 min                                                                                 | Vestische |
| 225   | Marl Mitte – Drewer Süd – Hüls − Marl-Hamm – Hamm Bf – Hamm Waldsiedlung (– Sickingmühle) abends als Taxibus bis Sickingmühle | 30 min                                                                                 | Vestische |
| 226   | Marl Mitte – Drewer – Hüls – Lenkerbeck – Sinsen Bf – Sinsen – Oer-Mitte – Oer-Erkenschwick Berliner Platz | 60 min                                                                                 | Vestische |
| 227   | Dorsten-Hervest Dorfstr. – Alt-Marl Riegestr. – Brassert – Marl Mitte – Drewer − Hüls – Marl-Hamm – Marl-Sickingmühle – Hamm-Bossendorf – Haltern am See Kärntner Platz – Haltern am See Bf | 60 min (Dorsten–Alt-Marl) 30 min (Alt-Marl–Sickingmühle) 60 min (Sickingmühle–Haltern) | Vestische |
| TB229 | Taxibus: Marl Mitte – Prosperstr. – Alt-Brassert – Blumensiedlung | 60 min                                                                                 | Vestische |
| NE3   | Recklinghausen Hbf – Lohtor – Westviertel – Marl-Steinernkreuz – Marl Mitte – Alt-Marl Riegestr. – Feldmark – Dorsten Willy-Brandt-Ring – Dorsten ZOB NachtExpress: In den Nächten von Freitag auf Samstag, Samstag auf Sonntag und vor Feiertagen | 60 min                                                                                 | Vestische |
| NE6   | Marl Mitte – Drewer – Hüls – Lenkerbeck – Sinsen Bf – Sinsen NachtExpress: In den Nächten von Freitag auf Samstag, Samstag auf Sonntag und vor Feiertagen | 60 min                                                                                 | Vestische |

## Globale Quellen
- Topographische Karte der Kreise des Regierungs-Bezirks Muenster, Blatt 08 - Kreis Recklinghausen (1845)
- Preußische Uraufnahme, Blätter Marl und Recklinghausen (1842)[3]
- Preußische Neuaufnahme / Messtischblätter
  - Blatt Marl 1892[3] / 1894 / 1907 / 1913 / 1921[5] / 1925[6] / 1931 / „1936–1845“(≈1942)[3] / 1942 / 1949 / 1953 / 1959 / 1966 / 1972 / 1976 / 1980 / 1989 / 2000
- Karte des Deutschen Reiches 1 : 100.000, Ende 19. Jahrhundert (nebenstehend)
- Topographische Übersichtskarte des Deutschen Reichs 1 : 200.000, Blatt Wesel 1939[7][8]
- Karte der Stadtteile Marls zwischen 1841 und 1975[9]
- Karte der statistischen Bezirke Marls, Stand April 2010[10]